# Chad Michael Murray

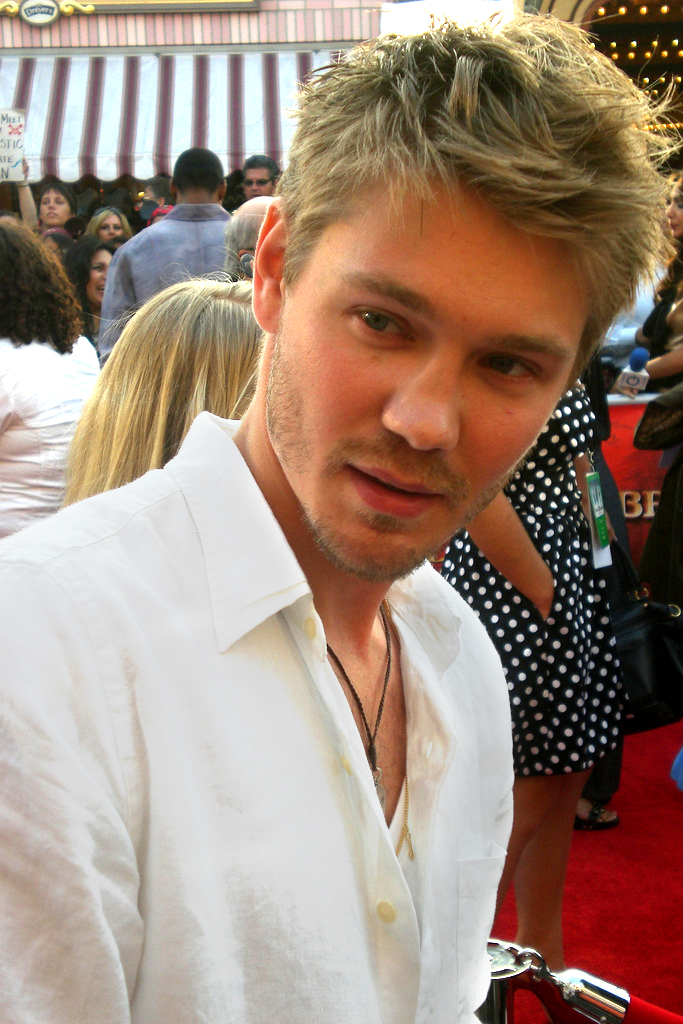
Chad Michael Murray (2007)

Chad Michael Murray (* 24. August 1981 in Buffalo, New York) ist ein US-amerikanischer Schauspieler.

## Biografie
Mit 15 Jahren begann er unter anderem für Tommy Hilfiger und Gucci zu modeln und kam über eine Gastrolle in Diagnose: Mord zur Schauspielerei. Murray spielte zunächst Nebenrollen in Serien wie Gilmore Girls und Dawson’s Creek, bis er 2003 für eine Hauptrolle in der Serie One Tree Hill besetzt wurde. Nachdem er und seine Kollegin Hilarie Burton im Mai 2009 die Serie verlassen hatten, kehrte er 2012 für einen Gastauftritt in der finalen Staffel zurück. Weiterhin hatte Murray mehrere Filmrollen, unter anderem in Freaky Friday und Cinderella Story. Stand Ende 2024 umfasst sein schauspielerisches Schaffen mehr als 50 Film- und Fernsehproduktionen.
Am 16. April 2005 heiratete er Sophia Bush, seine Schauspielkollegin aus One Tree Hill, das Paar trennte sich jedoch am 28. September 2005 wieder. Seit 2005 war er mit Kenzie Dalton liiert. Murray und Dalton verlobten sich 2006, im September 2013 folgte jedoch die Trennung. Knapp einen Monat später wurde bekannt, dass er mit der australischen Schauspielerin und Model Nicky Whelan liiert war. Die beiden trennten sich nach sechs Monaten. Im Januar 2015 heiratete Murray die Schauspielerin Sarah Roemer, die er während der Dreharbeiten zur Serie Chosen kennengelernt hatte. Sie haben drei gemeinsame Kinder (* 2015, * 2017, * 2023).

## Filmografie (Auswahl)

### Filme
- 1987: Radio Days
- 2001: Megiddo: The Omega Code 2
- 2001: Aftermath
- 2003: The Lone Ranger
- 2003: Freaky Friday – Ein voll verrückter Freitag (Freaky Friday)
- 2004: Cinderella Story (A Cinderella Story)
- 2005: House of Wax
- 2006: Home of the Brave
- 2010: Lies in plain sight
- 2010: Christmas Cupid
- 2011: The Carrier
- 2012: Renee / To Write Love On Her Arms
- 2013: Das Haus der Dämonen 2 (The Haunting In Connecticut 2: Ghosts of Georgia)
- 2013: Nächster Halt: Fruitvale Station (Fruitvale Station)
- 2013: Cavemen – Singles wie wir (Caveman)
- 2013: A Madea Christmas
- 2014: Left Behind
- 2015: Other People’s Children
- 2016: Outlaws & Angels
- 2018: Road to Christmas
- 2018: Camp Cold Brook
- 2018: The Beach House
- 2019: Das Haus der Geheimnisse (Max Winslow and the House of Secrets)
- 2019: PS Es weihnachtet sehr (Write Before Christmas. Fernsehfilm)
- 2020: Survive the Night
- 2020: Too Close for Christmas
- 2020: Love in Winterland
- 2021: Colours of Love
- 2021: Killing Field (Survive the Game)
- 2021: American Boogeyman – Faszination des Bösen (Ted Bundy: American Boogeyman)
- 2021: Fortress – Stunde der Abrechnung (Fortess)
- 2021: Angel Falls Christmas
- 2021: The Holiday Train
- 2022: Fortress: Sniper’s Eye
- 2023: Christmas On Windmill Way
- 2024: Mother of the Bride
- 2024: The Merry Gentlemen
- 2025: Freakier Friday

### Serien
- 2000: Diagnose: Mord (Diagnosis Murder, Folge 8x06)
- 2000–2001: Gilmore Girls (11 Folgen)
- 2001–2002: Dawson’s Creek (12 Folgen)
- 2002: CSI: Vegas (CSI: Crime Scene Investigation, Folge 3x02)
- 2003–2009, 2012: One Tree Hill (130 Folgen)
- 2013: Southland (2 Folgen)
- 2013–2014: Chosen (10 Folgen)
- 2015: Texas Rising (4 Folgen)
- 2015–2016: Marvel’s Agent Carter (14 Folgen)
- 2017: Sun Records (8 Folgen)
- 2018–2019: Star (8 Folgen)
- 2019: Riverdale (8 Folgen)